# Scopula obdiscata
Scopula obdiscata là một loài bướm đêm trong họ Geometridae.